# Business Times (Singapore)
The Business Times là nhật báo tài chính tiếng Anh có trụ sở tại Singapore hiện được sở hữu bởi Singapore Press Holdings. Hiện tại, đây cũng là tờ nhật báo duy nhất tại Singapore tập trung đăng tải các tin tức kinh doanh và tài chính. The Business Times (BT) được in trên giấy khổ rộng vào các ngày trong tuần và khổ thu gọn cho ấn bản cuối tuần. Kể từ ngày 08/10/2016, The Business Times tiến hành đổi mới phiên bản cuối tuần, định hướng phát triển trở thành tạp chí đời sống cho giới thượng lưu. Chủ đề chính của tờ báo cuối tuần cũng đã được khởi động lại.

## Lịch sử
BT khởi đầu là một phụ trương của tờ The Straits Times và được phát hành một tuần ba lần. Ngày 01/10/1976, The Business Times chính thức trở thành tờ báo độc lập. Tháng 6/1995, BT là tờ báo tiếng Anh đầu tiên trong khu vực châu Á có phiên bản điện tử. Đến năm 2000, trang web của BT đã hỗ trợ cung cấp thông tin liên tục trong ngày. Tháng 02/2012, BT tiếp tục khai trương cổng thông tin BTInvest Lưu trữ ngày 5 tháng 11 năm 2016 tại Wayback Machine chuyên về đầu tư và tài chính. Liên tục trong các năm 2012 và 2013, BT cũng lần lượt mang tờ báo lên các nền tảng di động iPhone, iPad và Android.
Tháng 10/2014, BT đồng loạt thay đổi bộ mặt báo giấy, website, và các ứng dụng di động trên điện thoại và máy tính bảng. Một thay đổi đáng kể trên cả sản phẩm báo giấy và báo điện tử là cách tờ báo hệ thống tin tức mà nó đăng tải. Nếu như trước đây được sắp xếp theo thị trường từng khu vực, thì giờ đây, các tin tức trên BT được phân loại theo lĩnh vực kinh doanh. Lãnh đạo tờ báo khẳng định động thái này nhằm để nhấn mạnh đường hướng của tờ báo là chú trọng vào mảng kinh doanh. Các chuyên mục của báo gồm Công ty & Thị trường (Companies & Markets), Bất động sản (Real Estate), Ngân hàng & Tài chính (Banking & Finance), Năng lượng & Hàng hóa (Energy & Commodities), Công nghệ (Technology), Người tiêu dùng (Consumer), Vận tải (Transport) và Chính quyền & Nền kinh tế (Government & Economy). Giao diện của website BT  cũng có những cải tiến đáng kể khi nó hỗ trợ thiết kế web đáp ứng (responsive web design), đảm bảo rằng bố cục trang web mang tính thẩm mỹ khi hiển thị trên các màn hình có độ phân giải khác nhau. Những thay đổi quan trọng khác như chú trọng vào báo chí trực quan và báo chí hướng dữ liệu, cũng như giới thiệu đến độc giả ba blog mới trên website của báo. Thiết kế mới năm 2014 này của BT đã giúp tờ báo giành được Giải xuất sắc (Award of Excellence) từ Hiệp hội thiết kế mới (Society of News Design) hồi tháng 03/2015.

## Ban biên tập
| Tên             | Chức vụ                                        |
| --------------- | ---------------------------------------------- |
| Alvin Tay       | Tổng biên tập                                  |
| Vikram Khanna   | Phó tổng biên tập                              |
| Wong Wei Kong   | Biên tập viên điều hành                        |
| Edmund Loh      | Biên tập viên buổi đêm                         |
| Lilian Ang      | Biên tập viên BT Inc                           |
| Ven Sreenivasan | Biên tập viên tin tức                          |
| Chen Huifen     | Phó biên tập viên tin tức                      |
| Angela Tan      | Biên tập viên liên kết mảng Tin tức, Tiêu điểm |
| Joyce Hooi      | Biên tập viên liên kết mảng Tin tức, Tiêu điểm |
| Dexter Lee      | Trưởng trợ lý Tổng biên tập                    |
| Simon Ang       | Biên tập viên Hình ảnh                         |
| Quah Choon Poh  | Biên tập viên phụ trách Ngoại ngữ & Nội dung   |
| Jaime Ee        | Biên tập viên mảng Đời sống                    |
| Christopher Lim | Biên tập viên mảng Công nghệ                   |
| Lee Kim Siang   | Phó Biên tập viên mảng Công nghệ               |

## Tạp chí

### Wealth
Tạp chí Wealth được phát hành đồng thời với The Business Times. Đối tượng độc giả mà tờ Wealth hướng tới là các cá nhân có tài sản ròng cao với các mục bài liên quan tới việc đầu tư, tổ chức nguồn vốn, công việc từ thiện, vân vân. Tổng biên tập tờ tạp chí là Genevieve Cua.

### The SME Magazine
Bán nguyệt san The SME Magazine cũng được phát hành chung với The Business Times, chuyên đăng tải các vấn đề gần gũi mà các doanh nghiệp mới, vừa và nhỏ ở Singapore gặp phải. Tổng biên tập của tờ tạp chí là Vivien Shiao.

### BTLuxe Christmas
Đặc san BTLuxe Christmas ra mỗi năm một lần chuyên về những nhu cầu cuộc sống của độc giả có thu nhập cao như thời trang, nghệ thuật, thiết kế, ẩm thực, du lịch, vân vân.

## Giải thưởng kinh doanh
The Business Times cũng phối hợp với các đơn vị đồng hành tổ chức sự kiện trao giải thường niên.

### Giải Doanh nghiệp Singapore (The Singapore Business Awards)
Giải ra đời năm 1985 với giải thưởng Doanh nhân của năm (Businessman of the Year Award). Năm 1986, giải thưởng Doanh nghiệp (the Enterprise Award) bắt đầu được trao cho các doanh nghiệp vừa và nhỏ. Năm 1990, giải thưởng Nhà quản trị xuất sắc (Outstanding Manager Award) bắt đầu trao cho các lãnh đạo doanh nghiệp. Sau đó, năm 1995, giải thưởng này được đổi tên thành Giải thưởng Giám đốc điều hành nổi bật của năm (Outstanding Chief Executive of the Year Award). Năm 2005, giải Giám đốc điều hành/Điều hành viên cao cấp nổi bật (Hải ngoại) (Outstanding Chief/Senior Executive (Overseas) Award) bắt đầu được trao cho các lãnh đạo doanh nghiệp người Singapore ở nước ngoài. Các cá nhân và đơn vị thắng bốn giải thưởng trên của giải Doanh nghiệp Singapore (Singapore Business Awards) được quyết định bởi một hội đồng gồm đại diện đến từ giới kinh doanh, cơ quan chính thức và giới học giả.

### Giải Tổ chức pháp nhân Singapore (The Singapore Corporate Awards)
Giải ghi nhận thành tích xuất sắc trong quản trị doanh nghiệp với 5 giải thưởng: Ban điều hành tốt nhất (Best Managed Board), Giám đốc điều hành tốt nhất (Best Chief Executive Officer), Giải thưởng Giám đốc tài chính tốt nhất (Best Chief Financial Officer Award), Giải thưởng Quan hệ đầu tư tốt nhất (Best Investor Relations Award) và Giải thưởng Báo cáo thường niên tốt nhất (Best Annual Report Award).

### Giải 50 doanh nghiệp hàng đầu (The Enterprise 50 (E50) Awards)
Khởi đầu từ năm 1995, giải thưởng ghi nhận các doanh nghiệp tư nhân địa phương có đóng góp cho nền kinh tế Singapore và hải ngoại.

### Giải doanh nghiệp bùng nổ (The Emerging Enterprise Award)
Giải thưởng này ra đời năm 2008 nhằm ghi nhận các doanh nghiệp vừa và nhỏ nổi bật ở Singpapore. Các đơn vị thắng cuộc sẽ được nhận các hỗ trợ phát triển như các khoản vay không lãi xuất và các dịch vụ và các chương trình đào tạo chuyên môn.

## Hoạt động cộng đồng

### Quỹ ươm mầm nghệ sĩ báo The Bussiness Time (The Business Times Budding Artists Fund, viết tắt là BT BAF)Lưu trữngày 4 tháng 2 năm 2015 tạiWayback Machine
Năm 2005, BT đảm nhận việc vận hành Quỹ Ươm mầm nghệ sĩ theo sáng kiến của Nghị viện cũ (The Old Parliament House) (2002-2014). Khởi nguồn từ niềm tin rằng không nên có trẻ em nào phải bị chối bỏ cơ hội theo đuổi đam mê nghệ thuật chỉ bởi vì thiếu thốn tài chính. Học viên nhận hỗ trợ của BT BAF được đào tạo tại Viện nghệ thuật nhí (The Little Arts Academy, viết tắt LAA) thành lập tháng 11/2008.